# Monastère de Krasnohorsk
Le monastère de Krasnohorski est un monastère de femmes qui daterait du XVIe siècle et dépend du diocèse de Tcherkassi.

## Historique
La tradition veut que le premier moine fut un ermite venu de Constantinople. Une communauté s'établit et construisit une église dédiée à Georges le Victorieux. Une autre église en bois, construite entre 1680 et 1687 la remplaçait. L'église actuelle de l'intercession, bâtie en pierre date de 1859. La cathédrale du Sauveur et de la Transfiguration a été construite en 1767-1771 selon un projet de l'architecte ukrainien Ivan Grigorovitch-Barski aux frais de Sophrone d'Irkoutsk. Fondé comme monastère d'hommes, il devint pour femmes en 1790.

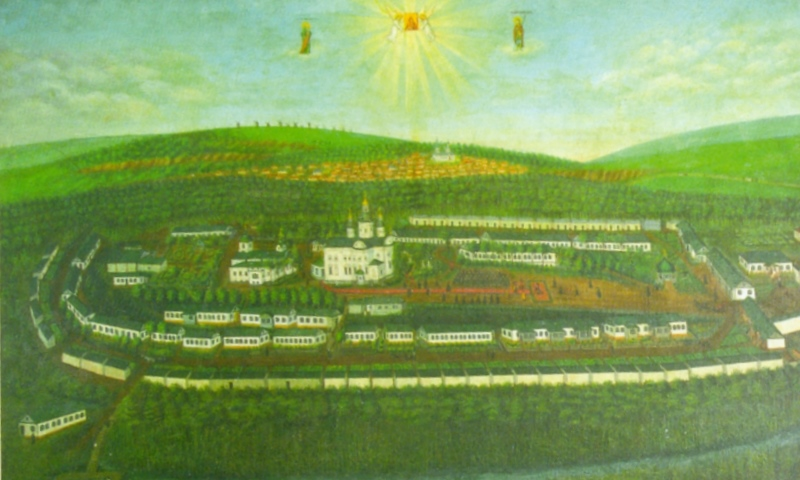
Le monastère sur une vue ancienne.
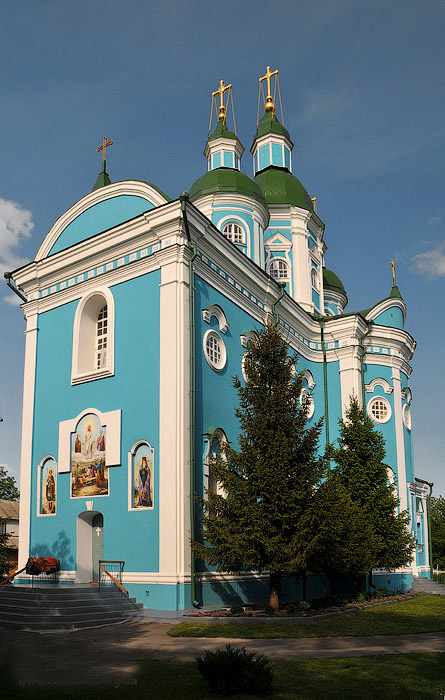
Deux vues de
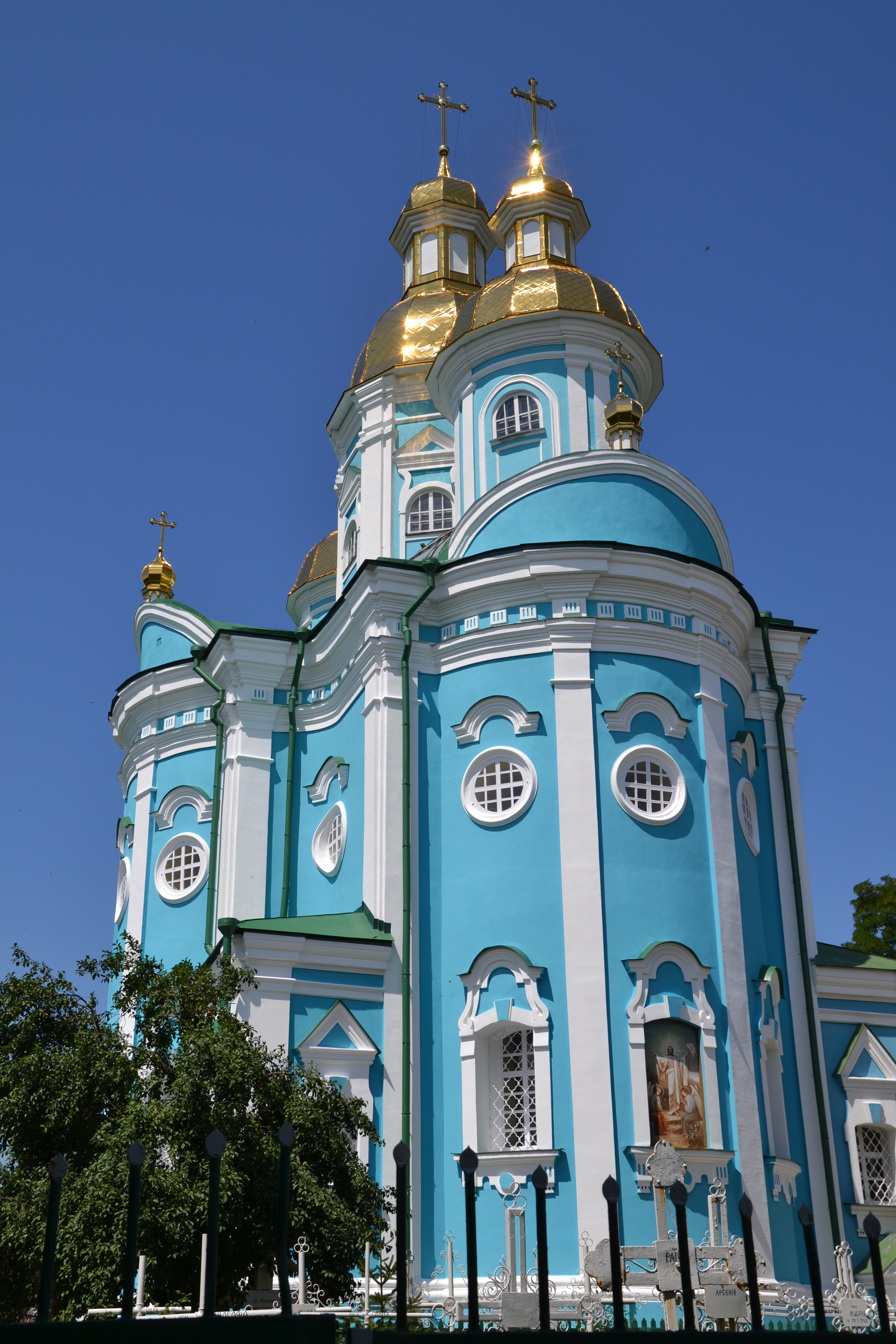
la cathédrale.
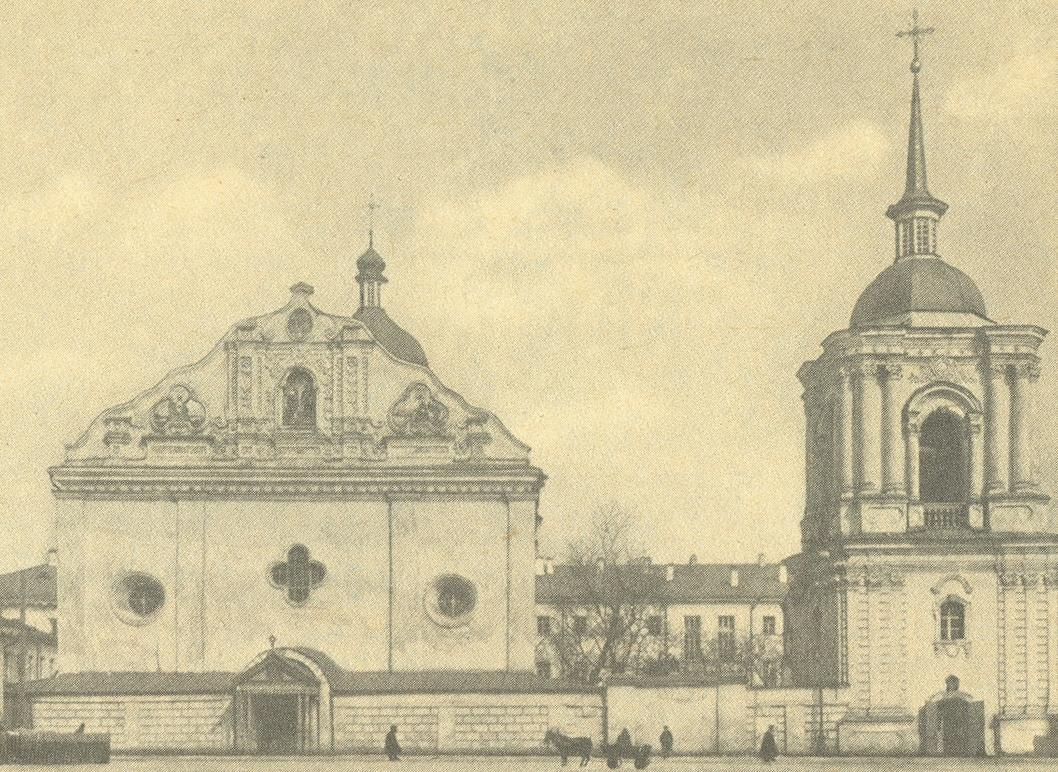
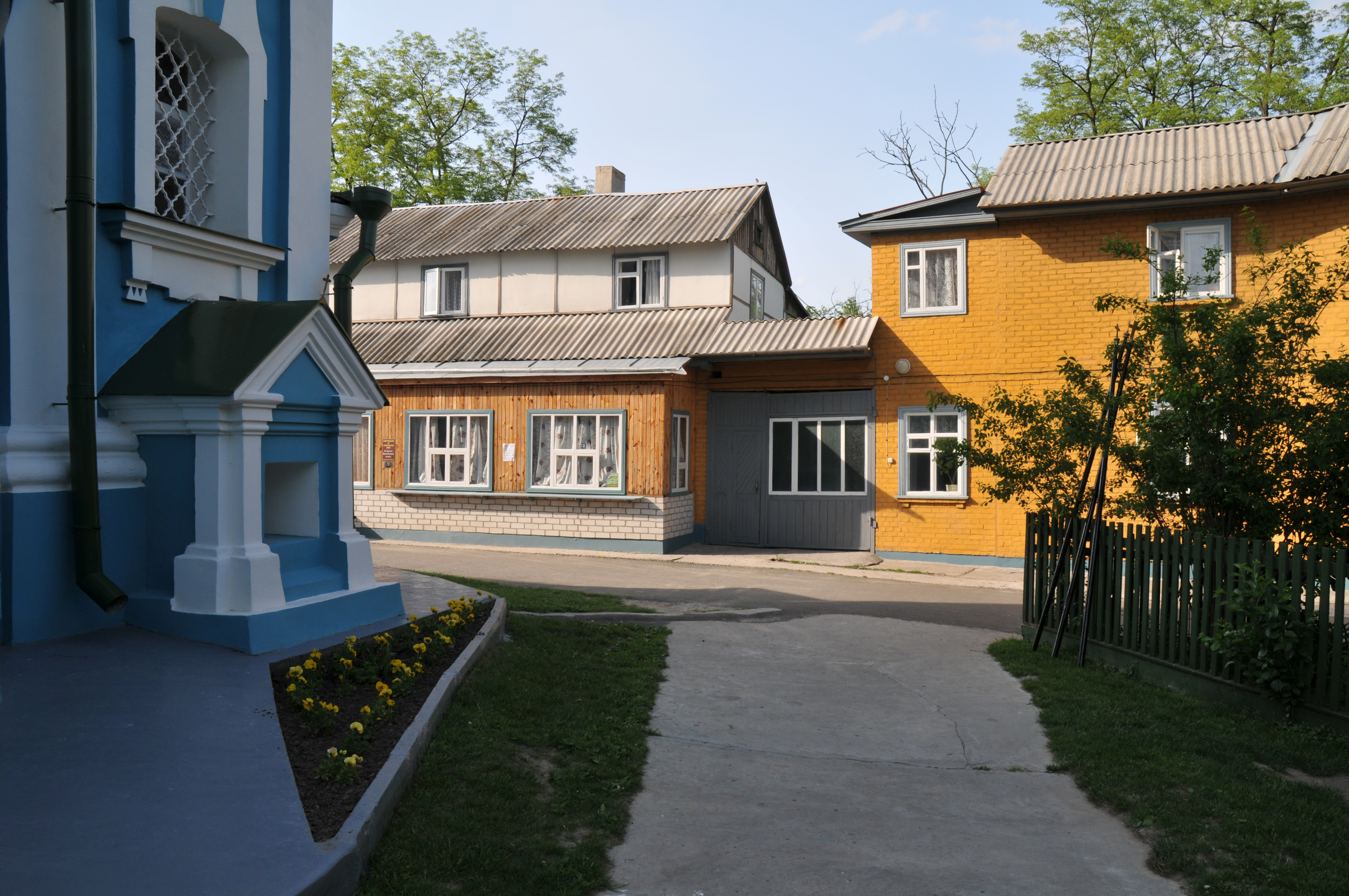
cellules monacales classées[3].
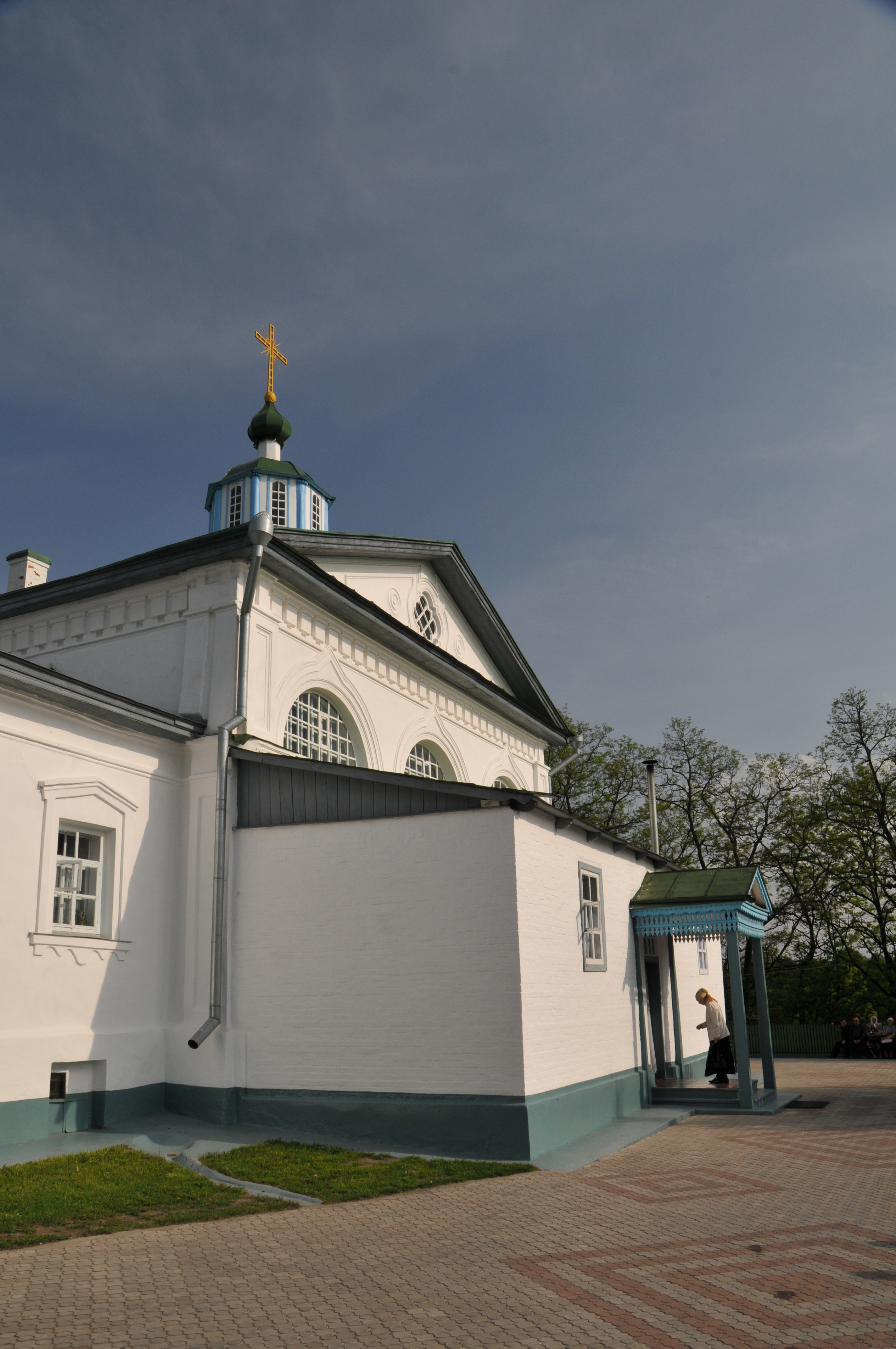
entrée de l'église classée[4]..